# Jambojet
Jambojet is een Keniaanse lagekostenluchtvaartmaatschappij met als thuisbasis Jomo Kenyatta International Airport in Nairobi. De luchtvaartmaatschappij voert vluchten uit binnen Kenia en van en naar Congo-Kinshasa en Zanzibar, en is volledig eigendom van Kenya Airways.

## Geschiedenis
Jambojet is opgericht in september 2013 en had haar eerste vlucht in april 2014. Willem Hondius, die eerder voor Transavia en KLM werkte, was tot eind 2018 bestuursvoorzitter. Per 1 januari 2019 werd hij opgevolgd door Allan Kilavuka.

## Bestemmingen
Bestemmingen in Kenia: Eldoret, Kisumu, Lamu, Malindi, Mombasa, Nairobi en Ukunda.
Internationale bestemmingen: Goma in de Democratische Republiek Congo en Zanzibar.
Voorheen werd ook gevlogen naar Entebbe in Oeganda en Kigali in Rwanda.

## Vloot
De vloot bestaat in augustus 2024 uit acht vliegtuigen van het type Bombardier Dash 8-Q400
Voorheen maakte Jambojet gebruik van twee Boeings 737-300 die afkomstig waren van Kenya Airways. Begin 2018 zijn deze teruggegeven aan de moedermaatschappij, nadat de vloot aangevuld was met twee Dash 8-vliegtuigen.